# Schone slaapsters
Schone slaapsters is een fantasy-sciencefictionboek van Stephen King en diens zoon Owen King. Het boek kwam uit op 26 september 2017.

## Verhaal
Wereldwijd is er iets vreemd aan de hand. Wanneer vrouwen in slaap vallen, worden ze niet meer wakker en worden ze langzaam omhuld door een coconachtig weefsel. De infectie zorgt er ook voor dat de lichamen van de aangetaste vrouwen agressief worden wanneer iemand het weefsel aanraakt.
In de vrouwengevangenis van Dooling, een Amerikaans stadje, raakt iedereen besmet, behalve één gevangene: Evie.
De mannen in het stadje worden overgeleverd aan hun primaire driften en raken slaags met elkaar. Sheriff Lila Norcross probeert de orde in het stadje enigszins te bewaren terwijl ze zelf vecht om wakker te blijven.

## Hoofdpersonages
- Eve Black, een onbekende vrouw die voordat de Aurora-slaapziekte uitbreekt wordt gearresteerd op verdenking van dubbele moord. In tegenstelling tot alle andere vrouwen op de wereld, kan zij wel gaan slapen en terug wakker worden.
- Lila Norcross, de 45-jarige Sheriff van het stadje Dooling. Nadat de Aurora-slaapziekte uitbreekt, probeert Norcross de rust in Dooling te bewaken, terwijl ze zelf vecht tegen de slaap.
- Dr. Clinton Norcross, een 48-jarige psychiater in de vrouwengevangenis van Dooling. Nadat directeur Coates in slaap valt en de onderdirecteur er vanonder muist, komt de leiding van de gevangenis op zijn schouders terecht.
- Frank Geary, de 38-jarige beambte van het dierenasiel met een woedeprobleem.
- Dr. Garth Flickinger, een 52-jarige plastische chirurch met een drugsverslaving.
- Janice Coates, de 57-jarige directeur van de vrouwengevangenis van Dooling. Als de Aurora-slaapziekte uitbreekt, probeert zij met haar team de rust in de gevangenis te bewaren.
- Vanessa Lampley, een 42-jarige cipier van de vrouwengevangenis van Dooling.

## Achtergrond
In 2013, tijdens een interview met een Canadees radiostation, kwam het boek voor het eerst ter sprake.
Tijdens de promotietour van het boek Wisseling van de wacht in 2016 maakte Stephen King bekend dat de eerste versie van Sleeping Beauties klaar was en de release ervan gepland stond voor 2017.